# Kristjan Koren
Kristjan Koren, nascido a 25 de novembro de 1986 em Šempeter pri Novi Gorici, é um ciclista esloveno, membro da equipa Bahrain Merida.
A 15 de maio de 2019 foi suspenso de maneira provisória por estar implicado na Operação Aderlass.

## Palmarès
2007
- Campeonato da Eslovénia Contrarrelógio

2008
- 2 etapas da Volta a Cuba
- 1 etapa do Istrian Spring Trophy
- La Côte Picarde

2009
- 1 etapa do Giro del Friuli Venezia Giulia
- 2 etapas do Baby Giro
- 1 etapa do Giro della Vale d'Aosta
- 3º no Campeonato da Eslovénia Contrarrelógio

2010
- Grande Prêmio Cidade de Camaiore
- 2º no Campeonato da Eslovénia Contrarrelógio

2012
- 1 etapa do Tour de Eslovénia

## Resultados nas Grandes Voltas e Campeonatos do Mundo
| Carreira           | 2005 | 2006 | 2007 | 2008 | 2009 | 2010 | 2011 | 2012 | 2013 | 2014 | 2015 | 2016 | 2017 | 2018 | 2019 |
| ------------------ | ---- | ---- | ---- | ---- | ---- | ---- | ---- | ---- | ---- | ---- | ---- | ---- | ---- | ---- | ---- |
| Giro d'Italia      | -    | -    | -    | -    | -    | -    | -    | -    | -    | -    | -    | -    | 128º | -    | Ab.  |
| Tour de France     | -    | -    | -    | -    | -    | 93º  | 87º  | 98º  | 100º | 135º | 69º  | 152º | -    | 102º | -    |
| Volta a Espanha    | -    | -    | -    | -    | -    | -    | -    | -    | -    | -    | -    | -    | -    | -    | -    |
| Mundial em Estrada | -    | -    | -    | -    | -    | Ab.  | 105º | Ab.  | Ab.  | Ab.  | Ab.  | -    | -    | -    | -    |

-: não participa

Ab.: abandono

## Equipas
- Sava (2005-2007)
- Perutnina Ptuj (2008)
- Bottoli Ramonda (2009)
- Liquigas/Cannondale (2010-2014)
  - Liquigas-Doimo (2010)
  - Liquigas - Cannondale (2011-2012)
  - Cannondale Pro Cycling (2013)
  - Cannondale (2014)
- Cannondale (2015-2017)
  - Team Cannondale-Garmin (2015)
  - Cannondale Pro Cycling Team (2016-2017)
- Bahrain Merida (2018-)